# Farindola
Farindola ist eine italienische Gemeinde (comune) mit 1328 Einwohnern (Stand 31. Dezember 2023) in der Provinz Pescara, Region Abruzzen.

## Geografie
Farindola liegt etwa 32 westlich von Pescara auf einer Höhe von 530 m s.l.m. am südöstlichen Rand des Gran-Sasso-Massivs. Die zum Massiv gehörende Hochebene Campo Imperatore ist von Farindola über die zum Vado di Sole (1620 m) führende Passstraße erreichbar. Teile des etwa 45 km² großen Gemeindegebietes liegen innerhalb des Nationalparks Gran Sasso und Monti della Laga.
Die Nachbargemeinden sind: Arsita, Castel del Monte, Montebello di Bertona, Penne und Villa Celiera.

## Verwaltungsgliederung
Zur Gemeinde Farindola gehören die Fraktionen Casebruciate, Cupoli, Fiano, Macchie, Pagliaroli, Rigopiano, Ripe, Ronchetti, San Quirico, Santa Maria, Trosciano Inferiore, Trosciano Superiore und Vicenne.

## Weinbau
In der Gemeinde werden Reben der Sorte Montepulciano für den DOC-Wein Montepulciano d’Abruzzo angebaut.

## Lawinenkatastrophe 2017
Am Nachmittag des 18. Januar 2017 ging nach starkem Schneefall eine Lawine ab, die in der Fraktion Rigopiano ein Hotel zerstörte.